# Akashi
Akashi (jap. 明石市 Akashi-shi, deutsch ‚[kreisfreie] Stadt Akashi‘) ist eine kreisfreie Stadt (-shi) an der Südküste der japanischen Präfektur (-ken) Hyōgo und schließt heute an den Westen von Hyōgos Hauptstadt Kōbe an. Sie entstand aus der Burgstadt Akashi, dem frühneuzeitlichen Fürstensitz von Akashi, und hat im 20. Jahrhundert den Südwestteil des Landkreises (kōri bzw. in der Moderne -gun) Akashi der nur vorübergehend bestehenden, bald nach Harima eingegliederten antiken Provinz (kuni) Akashi absorbiert.
Akashi ist in ganz Kansai für seinen frischen Fisch bekannt.

## Geschichte
Der Siedlungsraum der Küstenstadt entstand hauptsächlich durch künstliche Landgewinnung.
Der Daimyō von Akashi (明石藩), Ogasawara Tadazane, baute hier 1618 die Burg von Akashi. Übrig geblieben sind vom Gebäudekomplex lediglich ein Stück Mauer mit zwei Wachtürmen. Das ursprüngliche Burg-Gelände stellt als ein großer Park neben dem Bahnhof eine Sehenswürdigkeit dar. In der Meiji-Restauration wurde die aus dem Fürstentum entstandene Präfektur Akashi (明石県) und damit auch deren Hauptstadt Teil der Präfektur Himeji/Shikama, diese 1876 Teil von Hyōgo.
Die Stadt Akashi (明石町) als politische Einheit entstand 1889 aus den Stadtvierteln von Akashi und mehreren Dörfern aus dem Kreis Akashi (明石郡 Akashi-gun) von Hyōgo bzw. für die Jahrhunderte vor deren Einrichtung der Provinz Harima. Die Erhebung zur kreisfreien Stadt Akashi (Akashi-shi) erfolgte am 11. November 1919.
1955 lehnten die Bürger von Akashi in einer Volksabstimmung eine im Zuge der Großen Showa-Gebietsreform geplante Eingemeindung in die Stadt Kōbe mit 33.498 Nein- zu 10.727 Ja-Stimmen ab.
Das große Hanshin-Erdbeben 1995 fügte der Stadt relativ wenig Schaden zu, obwohl das Epizentrum nur wenige Kilometer entfernt lag. Die Stoßrichtung des Bebens verlief im Südwesten an der Stadt vorbei.
Während eines Feuerwerks am 21. Juli 2001 kam es auf einer Fußgängerbrücke in Akashi zu einer Massenpanik, bei der elf Menschen starben, darunter neun Kinder.

## Sehenswürdigkeiten
Eine Sehenswürdigkeit ist der Tempel Gessho-ji auf dem Hitomani-Hügel. Durch den Tempel verläuft der 135. Grad östlicher Länge (135. Meridian östlich von Greenwich), der die japanische Normalzeit JST bestimmt (Akashi-Zeit).
Die Uhr am Turm des Planetariums zeigte nach dem großen Hanshin-Awaji-Erdbeben monatelang 5 Uhr 46 an – die Zeit des Erdbebens, das die Uhr zum Stillstand brachte.

### Kulinarisches
Akashi-yaki ist ein kleines warmes Gericht, ähnlich Tako-yaki: In eine etwa pflaumengroße Teig-Kugel ist ein Stückchen Krakenfleisch eingelassen. In Akashi selbst heißt die Speise Tamago-yaki (玉子焼き).

## Verkehr
Besonders die Vorstadt Nishi-Akashi im Westen hat sich in den letzten Jahrzehnten dank vergleichsweise günstiger Wohnkosten und sehr guter Bahnanbindung (15 min. bis Kōbe, Shinkansen-Bahnhof) stark entwickelt. Ein Großteil der erwerbstätigen Bevölkerung pendelt nach Kōbe.
Die Stadt gibt der Meerenge (Kaikyō) zwischen der japanischen Hauptinsel Honshū und der kleineren Insel Awaji-shima ihren Namen. Die Akashi-Kaikyō-Brücke, die Teil einer Verbindung zwischen Honshū und der Insel Shikoku ist, liegt im Stadtgebiet von Kōbe. Von Akashi aus gibt es Fähren nach Iwaya (10 min.) und Toshima (20 min.) auf Awaji-shima.
- Straße
  - Nationalstraße 2
  - Nationalstraße 28, 175, 250, 427
- Zug
  - JR San’yō-Shinkansen, Bahnhof Nishi-Akashi
  - JR San’yō-Hauptlinie

## Wirtschaft
Wirtschaftlich bedeutsam sind Maschinenbau, Textilindustrie und Fischerei einschließlich eines bedeutenden Fischmarkts.

## Städtepartnerschaften
- Vallejo, USA – seit 1968
- Mushaku, VR China – seit 1981

## Söhne und Töchter der Stadt
- Sora Hiraga (* 2005), Fußballspieler
- Yumi Kokamo (* 1971), Marathonläuferin
- Miyake Shōsai (1662–1741), konfuzianischer Gelehrter
- Kana Muramoto (* 1993), Eiskunstläuferin
- Takumu Nishihara (* 1992), Fußballspieler
- Yasutoshi Nishimura (* 1962), Politiker
- Masaki Sakamoto (* 1996), Fußballspieler
- Akito Tachibana (* 1988), Fußballspieler
- Ueda Takahiro (* 1979), Schriftsteller
- Niina Tominaga (* 2004), Fußballspieler
- Tatsuya Yamashita (* 1987), Fußballspieler

## Angrenzende Städte und Gemeinden
- Kōbe
- Kakogawa

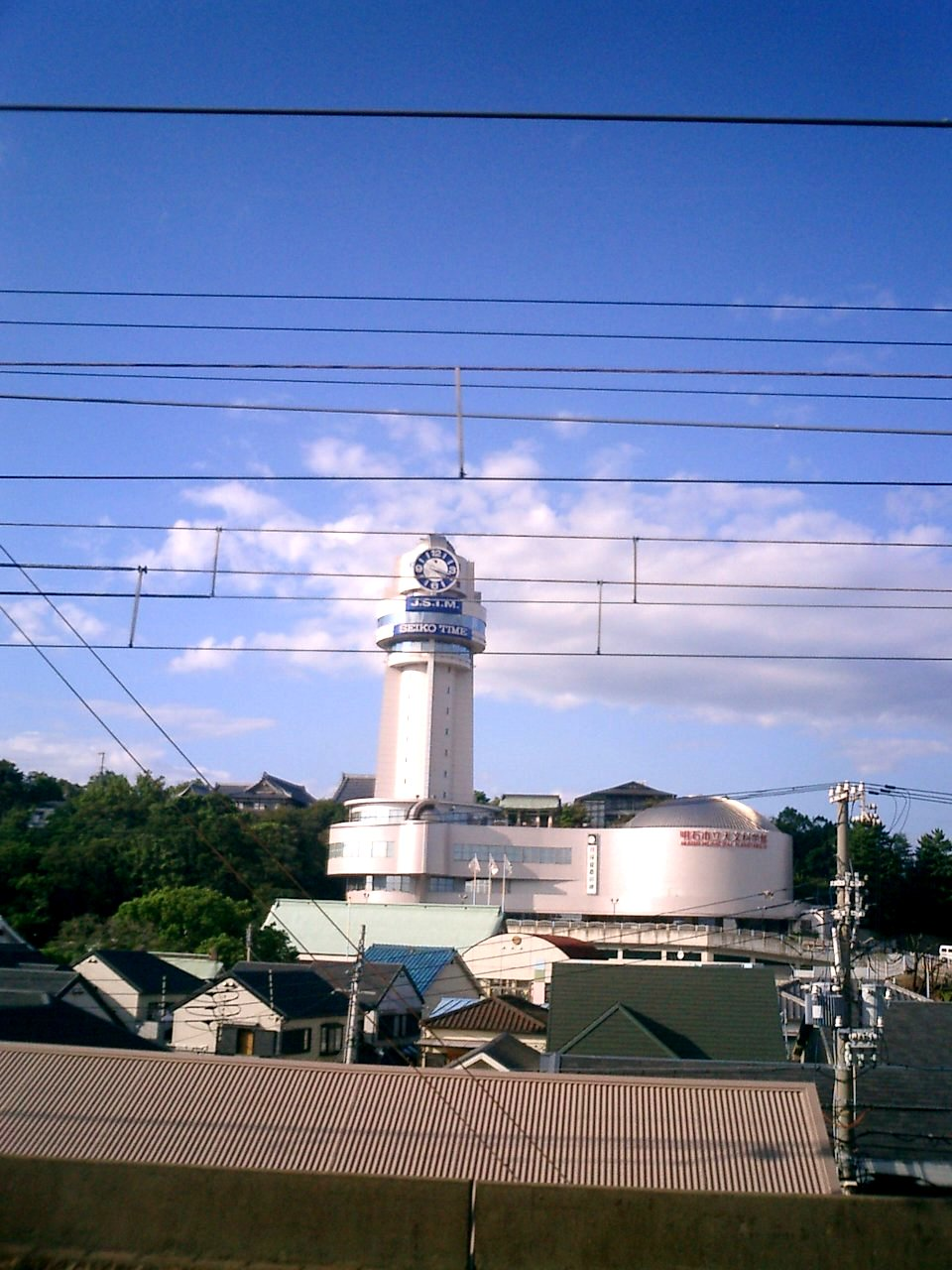
Planetarium
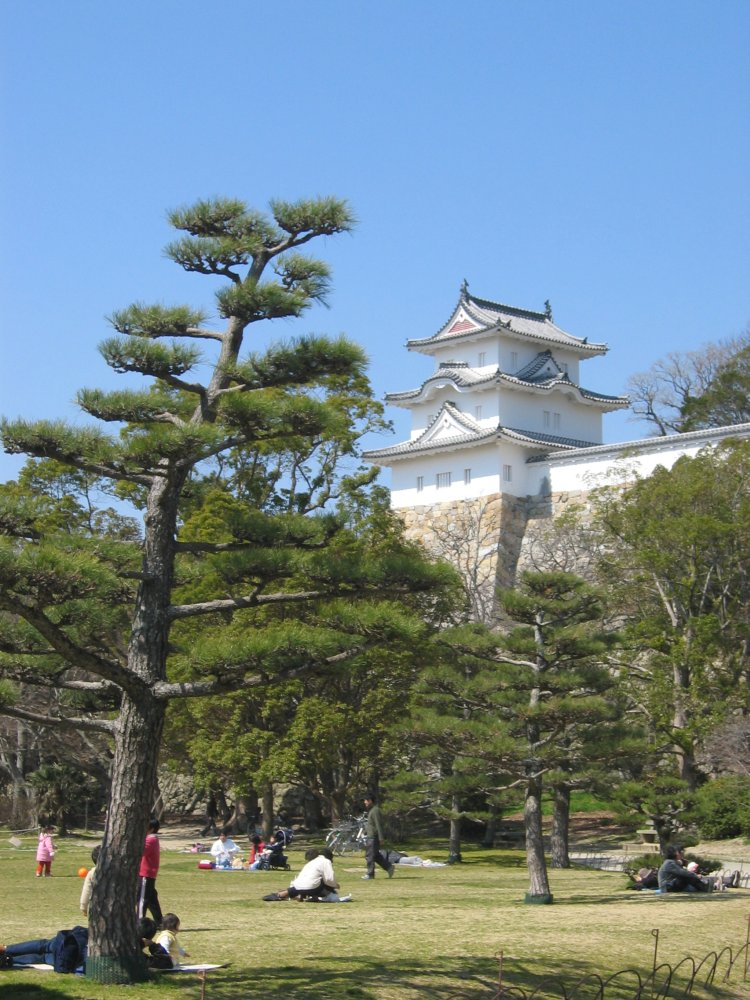
Reste der Burg Akashi
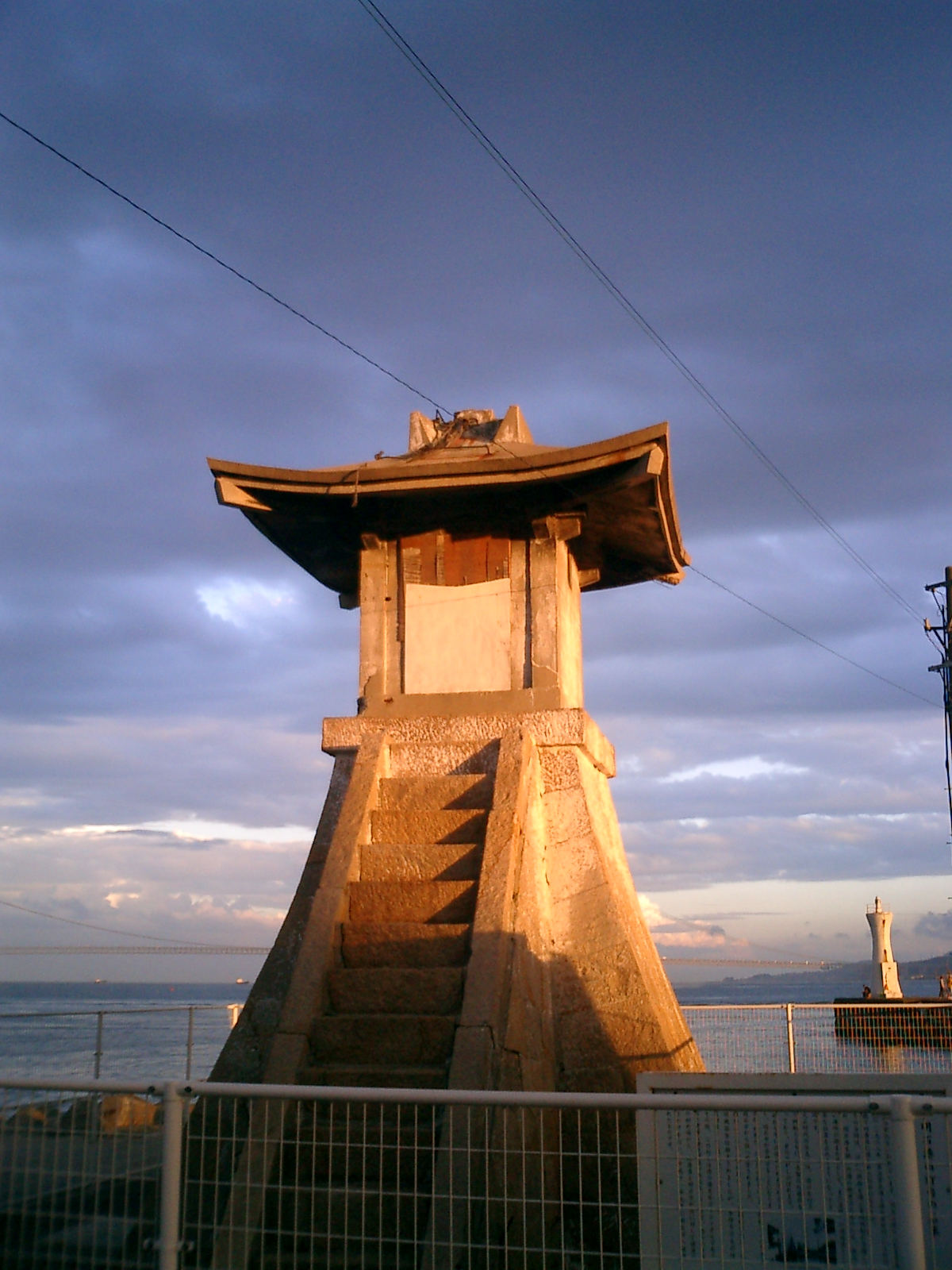
Alter Leuchtturm